# Mike Cloud
(en) Statistiques sur pro-football-reference
Michael Alexander Cloud, né le 1er juillet 1975 à Charleston, est un joueur américain de football américain.

## Biographie

### Enfance
Cloud étudie à la Portsmouth High School de Portsmouth dans le Rhode Island.

### Carrière

#### Université
Étudiant au Boston College, Cloud fait partie de l'équipe de football américain des Eagles de 1995 à 1998,. Mike Cloud devient l'un des coureurs les plus performants de l'histoire de l'établissement, courant 3 597 yards en quatre ans, battant le record du Boston College à cette époque. Sur sa dernière année, le running back parcourt 1 726 yards en onze matchs pour quatorze touchdowns soit une moyenne de près de 157 yards par match, décrochant le titre d'All-American.

#### Professionnel
Mike Cloud est sélectionné au deuxième tour de la draft 1999 de la NFL par les Chiefs de Kansas City au cinquante-quatrième choix. Après une année de rookie comme remplaçant, Cloud est titularisé à quatre reprises lors de la saison 2000 sans pour autant parvenir à se faire une place durable dans la rotation. En 2001, Kansas City fait venir Priest Holmes et Cloud reste sur un rôle de second couteau pendant encore deux saisons.
En 2003, Cloud est suspendu pour les quatre premiers matchs de la saison 2003 après un contrôle positif à la nandrolone. L'agent du joueur affirme qu'un ajout dans ses protéines est le responsable de cet échec et Mike Cloud attaque le fabricant de la protéine incriminée en justice,. Il s'engage avec les Patriots de la Nouvelle-Angleterre et parcourt 118 yards en vingt-sept courses pour cinq touchdowns avec la victoire au Super Bowl XXXVIII à la fin de la saison.
Libéré lors de la pré-saison 2004, Cloud s'engage avec les Giants de New York où il dispute dix matchs comme remplaçant avant de revenir chez les Patriots en 2005 et de faire une dernière apparition du côté de New York.